# Hugo Henrique Assis do Nascimento
Hugo Henrique Assis do Nascimento (sinh ngày 27 tháng 10 năm 1980) là một cầu thủ bóng đá người Brasil.

## Sự nghiệp câu lạc bộ
Hugo Henrique Assis do Nascimento đã từng chơi cho Tokyo Verdy và Thespakusatsu Gunma.

## Thống kê câu lạc bộ

### J.League
| Đội                 | Năm       | J.League | J.League | J.League Cup | J.League Cup | Tổng cộng | Tổng cộng |
| Đội                 | Năm       | Trận     | Bàn      | Trận         | Bàn          | Trận      | Bàn       |
| ------------------- | --------- | -------- | -------- | ------------ | ------------ | --------- | --------- |
| Tokyo Verdy         | 2004      | 14       | 1        | 3            | 0            | 17        | 1         |
| Thespakusatsu Gunma | 2015      | 6        | 0        | -            | -            | 6         | 0         |
| Tổng cộng           | Tổng cộng | 20       | 1        | 3            | 0            | 23        | 1         |